# Билино Поле (стадион)
«Билино Поле» (босн. и хорв. Bilino Polje, серб. Билино Поље) — футбольный стадион в городе Зеница в Боснии и Герцеговине. Домашняя арена клуба «Челик» и один из двух стадионов сборной Боснии и Герцеговины.

## История
Стадион был построен и открыт в 1972 году. Он был использован сборной Боснии и Герцеговины для первого домашнего товарищеского матча против Албании 24 апреля 1996 года, закончившегося со счётом 0:0. Затем, в течение почти 4 лет, матчи сборной в Зенице не проводились. Следующая игра сборной на «Билином Поле» состоялась только 29 марта 2000 года. Эта встреча была также товарищеской, соперником боснийцев на этот раз стала сборная Македонии. Матч закончился со счётом 1:0 в пользу хозяев.
Стадион считается «проклятым» для иностранных сборных, в силу того, что боснийская сборная, как правило, не проигрывает на «Билином Поле». В период с апреля 1996 года до октября 2006 года сборная Боснии и Герцеговины была непобедима в 15 играх в Зенице. Боснийская сборная никогда не проигрывала на этом поле до тех пор, пока не уступила Венгрии в отборочном матче Евро-2008.

## Факты
- Рекордная посещаемость: 35 000 человек, финал Кубка Митропы против «Фиорентины», 4 октября 1972 года. На новом на тот момент стадионе «Челик» одержал победу со счётом 1:0 и стал обладателем кубка.